# Roger Cochini
Roger Cochini (* 1946 in Marseille) ist ein französischer Komponist und Musikpädagoge.
Cochine absolvierte von 1965 bis 1969 ein Ingenieursstudium am Institut national des sciences appliquées de Lyon; danach studierte er bis 1971 Komposition bei Pierre Schaeffer und Guy Reibel am Conservatoire de Paris. Von 1969 bis 1971 war er Mitglied der Groupe de musique expérimentale de Bourges (GrmB). Dort war er zunächst verantwortlich für den Bereich der musikalischen Informatik, dann bis 1996 für den Bereich Musikpädagogik.
Seit 1983 war Cochini Professor für elektroakustische Musik an der École Nationale de Musique et de Danse de Bourges, von 1996 bis 1999 Dozent am musikwissenschaftlichen Institut der Universität Lille. Zu seinen Schülern zählten Rudolfo Acosta, Paul Clouvel, Jerome Poret, Eric Broitmann und Daniel Amadeo Zimbaldo.
Seit 2015 ist er Präsident von Association Bandits-Mages, Bourges, Frankreich.

## Werke
- Eva ou les yeux fermés
- Chansons de Gestes
- Lullaby
- L’Ouïe Lumière
- Chaste Fleur mon Capitaine … Chaste Fleur